# Wilhelm Schleicher (Bibliothekar)
Wilhelm Schleicher (* 10. Januar 1925 in Nürnberg; † 5. September 1985) war ein deutscher Bibliothekar.

## Wirken
Wilhelm Schleicher studierte Philosophie, Theologie, Psychologie und Historische Hilfswissenschaften an der Universität Würzburg und promovierte dort 1954. Im Jahre 1957 trat er als Volontär in den Dienst der Bayerischen Staatsbibliothek und legte dort 1958 die Fachprüfung für den höheren Bibliotheksdienst ab. Bis 1961 leitete er an dieser Bibliothek die Erwerbungsabteilung und wechselte dann an die Staatsbibliothek Bamberg, deren Vorsteher (seit 1967) bzw. Bibliotheksdirektor der von 1970 bis 1984 war. Schleicher widmete sich während seiner Amtszeit der Beziehung bzw. Zusammenarbeit mit der neu entstehenden Universitätsbibliothek Bamberg und der Erschließung der historischen Drucke der Staatsbibliothek Bamberg.

## Schriften
- Der Analogiebegriff im Lichte der neuen Logik. Dissertation Universität Würzburg 1954.
- Die Sammlung Marschalk von Ostheim in der Staatsbibliothek Bamberg. In: Frankenland 20 (1968), S. 115–118 (Digitalisat).
- Bamberg, Staatsbibliothek Bamberg. In: Wilhelm Totok (Hrsg.): Regionalbibliotheken in der Bundesrepublik Deutschland (= Zeitschrift für Bibliothekswesen und Bibliographie, Sonderhefte, Bd. 11). Klostermann, Frankfurt/M. 1971, S. 286–291.
- (Mitautor): Der Kunstverein zu Bamberg 1823–1973. 150 Jahre. Bamberg 1973.
- Hans Joachim Jaeck und die Königliche Bibliothek zu Bamberg. Eine biographische Skizze. In: Renate Baumgärtel-Fleischmann (Hrsg.): Bamberg wird bayerisch Die Säkularisation des Hochstifts Bamberg 1802/03. Historisches Museum Bamberg 2003, ISBN 3-9807730-3-5, S. 259–262.